# フリーデリケ・フォン・グンペンベルク

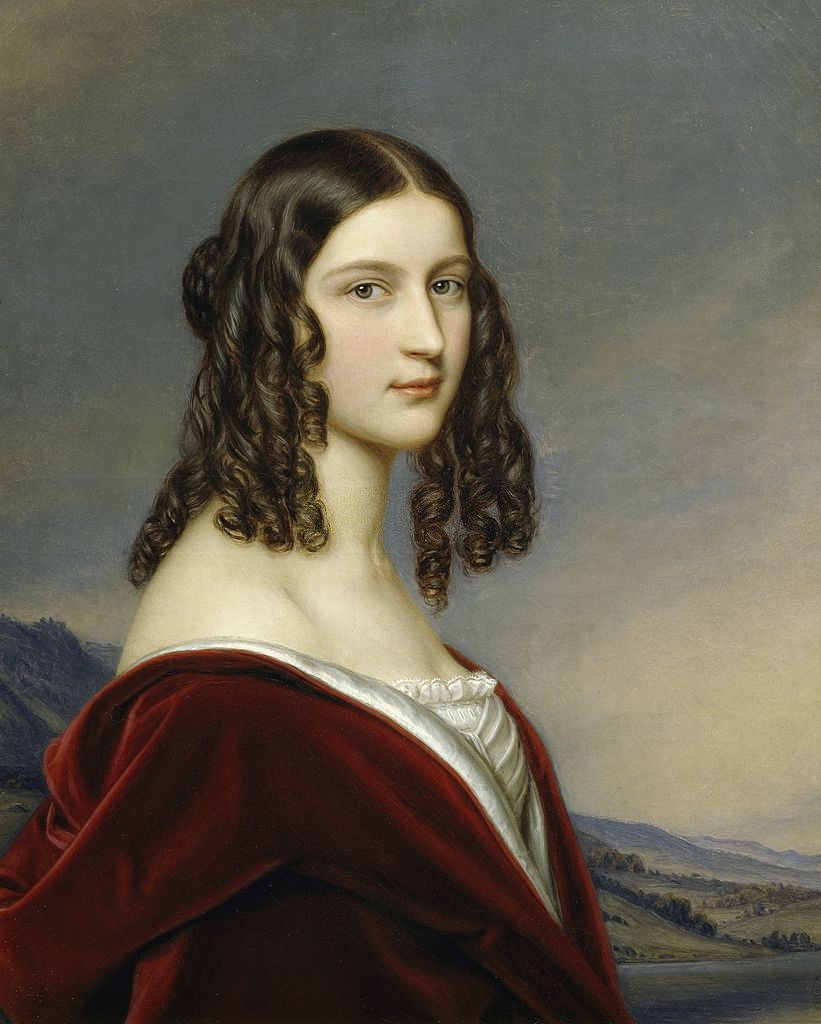
フリーデリケ・フォン・グンペンベルク、シュティーラー画、1843年

フライイン（女男爵）・フリーデリケ・ヴィクトリア・マリアーナ・オッティーリー・フォン・グンペンベルク（Freiin Friederike Viktoria Mariana Ottilie von Gumppenberg, 1823年8月3日 ミュンヘン - 1916年1月21日 ミュンヘン）は、南独バイエルン王国の貴族女性・宮廷女官。
フランツ・フォン・グンペンベルク男爵（1780年 - 1857年）とその妻のテレーゼ・フォン・タンネンベルク＝トラッツベルク女伯爵（1787年 -1836年）の間の娘。フライジンク大司教カール・アウグスト・フォン・ライザッハ枢機卿は従兄にあたる。1842年にバイエルン王家に輿入れした王太子妃マリー・フォン・プロイセンの女官に選ばれる。彼女の美貌は王太子妃の舅であるバイエルン王ルートヴィヒ1世の目に留まった。翌1843年、王命を受けた宮廷画家ヨーゼフ・カール・シュティーラーの手になる彼女の肖像画が、女主人のマリー王太子妃のものと同時期に制作された。王太子妃と女官の2枚の肖像画は共にルートヴィヒ王のコレクションとして、ニンフェンブルク宮殿内の美人画ギャラリーに収蔵された。
マリーが1848年革命で王妃となった後も仕え続けたが、父の弟の陸軍大臣アントン・フォン・グンペンベルクの息子ルートヴィヒ・フォン・グンペンベルク（1818年 - 1883年）と1857年に結婚し、宮仕えを退いた。女官としての功労から、バイエルン王室のテレジア勲章及び聖エリーザベト勲章を受章している。婚家が所有するオーバープファルツ地方のダイニンク城で後半生を送った。夫との間の一人息子マクシミリアン・フォン・グンペンベルク（1858年 - 1889年）は30歳の若さで他界したが、その息子オットマー・フォン・グンペンベルク（1888年 - 1958年）がダイニンク城の城主を継ぎ、終生この城を保有した
。ダイニンク城は1961年グンペンベルク家の手を離れた。
シュティーラーによる肖像画中のグンペンベルクは、山地を背景にして、赤いローブをまとい、単純なセンター分けを途中でカールさせた黒髪を両頬に垂らし、澄んだ目をまっすぐ鑑賞者に向けている。

## 引用・脚注
1. ↑  freyhammer. “Die schöne Friederike” (ドイツ語). Miszellen zur Oberpfalz. 2023年11月9日閲覧。